# Метушня герцога
Метушня герцога (англ. Up Pops the Duke) — американська короткометражна кінокомедія Роско Арбакла 1931 року.

## У ролях
- Джордж Чандлер
- Полін Вагнер
- Гелен Болтон